# Chlorospatha croatiana
Chlorospatha croatiana är en kallaväxtart som beskrevs av Michael Howard Grayum. Chlorospatha croatiana ingår i släktet Chlorospatha och familjen kallaväxter.

## Underarter
Arten delas in i följande underarter:
- C. c. croatiana
- C. c. enneaphylla